# Hosidius Geta
Pour les articles homonymes, voir Hosidius Geta (homonymie).
Hosidius Geta est un auteur latin de la fin du IIe siècle et du début du IIIe siècle ap. J.-C.. Il est l'auteur d'une Medea, tragédie en 462 vers sous la forme d'un centon virgilien, c'est-à-dire qu'elle est constituée entièrement de vers tirés de l'œuvre de Virgile, des hexamètres entiers pour les dialogues et des demi-vers pour les chœurs. Cette œuvre, qui nous a été transmise par l’Anthologie latine, est le premier exemple connu de ce jeu littéraire.
Il ne doit pas être confondu avec Caius Hosidius Geta, général romain du Ier siècle ap. J.-C., qui a participé à la conquête de la Bretagne sous l'empereur Claude, et consul suffect en 49.

### Éditions
- Rosa Lamacchia, Medea. Cento Vergilianus, Leipzig, Teubner, 1981.
- Giovanni Salanitro, Osidio Geta. Medea, Rome, Ateneo e Bizzarri, 1981.

### Études
- N. Dane, « The Medea of Hosidius Geta », Classical Journal, 46 (1950),  pp. 75-78.
- Scott C. McGill, « Tragic Vergil: rewriting Vergil as a tragedy in the Cento Medea », Classical World, 95 (2001–2002), pp. 143-161.
- Anke Rondholz, The Versatile Needle: Hosidius Geta’s Cento "Medea" and Its Tradition (coll. « Trends in Classics - Supplementary Volumes », 15), Walter de Gruyter, 2012, 182 p.  (ISBN 9783110283860) (en ligne).
- Giovanni Salanitro, « Osidio Geta e la poesia centonaria », ANRW, II, 34, 3, pp. 2314-2360.